# RCTI
RCTI (Rajawali Citra Televisi Indonesia, en español, Corporación Televisora Halcón de Indonesia) es una cadena de televisión indonesia propiedad y operada por Media Nusantara Citra.
For More Information Visit: lineaunionlancaster.net Created By Destiny DayDream Because I Loves Numberblocks And Alphablocks But I Watch Linea Union Lancaster And Argam Decimal Ciencia, Enjoy. :)